# Komet (Udo-Lindenberg-&-Apache-207-Lied)
Komet ist ein Lied der deutschen Musiker Udo Lindenberg und Apache 207. Es wurde am 20. Januar 2023 als Single veröffentlicht und ist die erste Nummer-eins-Hitsingle in Lindenbergs Karriere.

## Hintergrund
Komet wurde von den beiden Interpreten zusammen mit Christopher Brenner (Chris James), Lennard Oestmann (Jumpa), Aris Pehlivanian (Sira) und Marco Tscheschlok (Takt32) geschrieben. Lindenberg hatte Apache 207 auf einem Konzert von Letzterem in Mannheim kennengelernt und war begeistert. Dann besuchten sich die beiden Musiker gegenseitig. „Unser Komet ist ein Song über die Unvergänglichkeit, über den Fußabdruck, den wir hinterlassen“, sagte Lindenberg zum Song. Zudem wollten die Musiker ein Statement für die Verbindung von Deutschrock und Hip-Hop setzen. Lindenberg sagte auch: „Es ist die gegenseitige Hochachtung vor der Kunstform des jeweils anderen, die uns zusammengeführt hat.“ Apache 207 sagte, Lindenberg sei für ihn ein Vorbild.
T-Online.de und der NDR berichteten, dass seit dem 25. Januar 2023 ein Stern von einem kommerziellen Anbieter von Sterntaufen unter dem Namen Komet geführt wird. Ein entsprechender Nachweis wurde von dem Physiker und Wissenschaftsjournalisten Ulrich Walter im Hamburger Planetarium überreicht. In der Rubrik „Sternzeit“ des Deutschlandfunks wurde die Aktion später kritisiert; diese sei ein „windiger PR-Gag“ gewesen, mit dem die „Musiker aufs Glatteis geführt“ worden seien. Sie sei „astronomisch bedeutungslos“ gewesen und zudem gehöre der Sternenhimmel „allen Menschen“.

## Inhalt
Die Lyrics des Songs singen Lindenberg und Apache 207 zunächst abwechselnd, dann zunehmend gemeinsam. Im Text wird ausgedrückt, dass das singende Ich nicht vergessen werden will, wenn es mal nicht mehr da ist. Es möchte als Künstler mit Stolz und Ruhm aufhören, ähnlich wie ein Komet, dessen Schweif hell leuchtet und der „zwei Mal einschlägt“. Der Song drückt eine gewisse Angst vor dem Karriereende oder Tod aus.

## Musikvideo
Im Musikvideo ist eine Gerichtsverhandlung zu sehen, die Lindenberg als Anwalt betritt und in der er einen ersten Vortrag hält. Kurz darauf wird als Angeklagter Apache 207 in Hand- und Fußfesseln in den Gerichtssaal gebracht. Neben Szenen aus dem Gericht werden die Vergehen gezeigt, die Apache 207 zur Last gelegt werden:
- Er beginnt eine Kneipenschlägerei, indem er auf einen Mann losgeht. Da Lindenberg als Grund nachweisen kann, dass der Geschädigte einer Frau Betäubungsmittel ins Getränk gemischt hat, befinden ihn zumindest die Geschworenen für nicht schuldig.
- Um nachts einem kleinen Hund auszuweichen, greift Apache 207 einem Taxifahrer ins Lenkrad, wodurch dieser seitlich gegen ein Haus fährt.
- Da er kein Geld dabei hat, klaut er Bier aus einem kleinen Laden.
- Auf der Flucht aus dem Laden läuft er gegen ein Auto, wobei der Seitenspiegel abbricht. Als Wiedergutmachung bringt er einen als Geschenk verpackten neuen Spiegel für den Geschädigten mit.

Die Richterin verurteilt Apache 207 dennoch wegen gefährlichen Eingriffs in den Straßenverkehr, Körperverletzung, Sachbeschädigung und Diebstahl zu Hausarrest, stellt es ihm aber frei, wo er diesen verbringt. Er entscheidet sich offenbar für Lindenbergs Zuhause, das Hotel Atlantic, wo die beiden auf dem Balkon zusammen eine Zigarre rauchen, während am Nachthimmel im Hintergrund ein Komet zu sehen ist.
Einige Szenen wurden im Hanseatischen Oberlandesgericht in Hamburg gedreht. Das Musikvideo wurde auf YouTube in zwei Tagen mehr als 1,5 Millionen Mal abgerufen. Insgesamt hat es 93 Mio. Aufrufe (Stand August 2025).

## Mitwirkende
- Lex Barkey: Abmischung, Mastering
- Christopher Brenner (Chris James): Komponist, Liedtexter
- Daniel Flamm: Tonmeister
- Udo Lindenberg: Gesang, Liedtexter
- Jonas Mengler: Tonmeister
- Lennard Oestmann (Jumpa): Komponist, Musikproduzent, Tonmeister
- Aris Pehlivanian (Sira): Komponist, Musikproduzent
- Ramon Pfanner (Bellucciboi): Gitarre
- Marco Tscheschlok (Takt32): Liedtexter
- Volkan Yaman (Apache 207): Gesang, Komponist, Liedtexter[9]

## Kommerzieller Erfolg

### Chartplatzierungen
Komet wurde zu Lindenbergs erster Nummer-eins-Single als Solokünstler. Zuvor konnte er schon mit zwei Studioalben und zwei Livealben die Spitze der deutschen Albumcharts erreichen sowie als Mitwirkender des Benefizprojekts Band Aid 30 Germany die Chartspitze der Singlecharts. Für Apache 207 ist es bereits die elfte Spitzenplatzierung. Seit dem Einstieg in die deutschen Singlecharts am 27. Januar 2023 befand sich das Lied ohne Unterbrechung 30 Wochen (also mehr als ein halbes Jahr) auf einem der ersten beiden Plätze, davon 21 Wochen an der Chartspitze. In der Chartwoche vom 21. Juli 2023 überholte Komet mit 18 Wochen Rivers of Babylon (Boney M.) und Despacito (Luis Fonsi feat. Daddy Yankee) als am häufigsten auf Rang eins platzierte Lieder seit Einführung der wöchentlichen Singlecharts 1971. Eine Woche zuvor überholte der Song bereits Matthias Reims Verdammt, ich lieb’ Dich als am häufigsten an der Spitze platziertes deutschsprachiges Lied. Zunächst hielt sich das Lied ohne Unterbrechung 100 Wochen in den Charts. – davon 49 Wochen in den Top 10 (innerhalb der ersten 56 Wochen). Damit ist es der am häufigsten platzierte Song in den Top 10. Die ersten 85 Wochen war der Titel ununterbrochen in den Top 50. Insgesamt war Komet 118 Wochen platziert.
2023 belegte das Lied die Chartspitze der deutschen Single-Jahrescharts sowie Rang zwei in Österreich und Rang drei in der Schweiz. Darüber hinaus belegte es Rang 15 der deutschen Airplay-Jahrescharts, womit es der meistgespielte deutschsprachige Titel des Jahres war.
| ChartsChartplatzierungen | Höchstplatzierung | Wochen |
| ------------------------ | ----------------- | ------ |
| Deutschland (GfK)        | 1 (118 Wo.)       | 118    |
| Österreich (Ö3)          | 1 (97 Wo.)        | 97     |
| Schweiz (IFPI)           | 2 (78 Wo.)        | 78     |

| ChartsJahrescharts (2023) | Platzierung |
| ------------------------- | ----------- |
| Deutschland (GfK)         | 1           |
| Österreich (Ö3)           | 2           |
| Schweiz (IFPI)            | 3           |

| ChartsJahrescharts (2024) | Platzierung |
| ------------------------- | ----------- |
| Deutschland (GfK)         | 8           |
| Österreich (Ö3)           | 17          |
| Schweiz (IFPI)            | 61          |

### Auszeichnungen für Musikverkäufe
| Land/Region        | Auszeichnungen für Musikverkäufe (Land/Region, Auszeichnung, Verkäufe) | Verkäufe  |
| ------------------ | ---------------------------------------------------------------------- | --------- |
| Deutschland (BVMI) | 2× Platin                                                              | 1.200.000 |
| Österreich (IFPI)  | 3× Platin                                                              | 90.000    |
| Schweiz (IFPI)     | 4× Platin                                                              | 80.000    |
| Insgesamt          | 9× Platin ·                                                            | 1.370.000 |

## Coverversionen
- 2023: Schattenmann & Tanzwut (Single)[26]